# Simon Ngapandouetnbu
Simon Brady Ngapandouetnbu (* 12. April 2003 in Foumban) ist ein kamerunisch-französischer Fußballtorwart.

## Karriere

### Vereine
Ngapandouetnbu kam als Kind nach Frankreich, wo er fußballerisch im Nachwuchs der Klubs ASPTT Marseille, ASMJ Blancarde und Olympique Marseille ausgebildet wurde. Im Oktober 2019 unterschrieb er einen Profivertrag mit einer Laufzeit von drei Jahren bei Olympique Marseille, in deren zweiten Mannschaft in der 5. Liga er eingesetzt wurde. Im März 2022 verlängerte er die Laufzeit, wurde allerdings weiterhin nur in der zweiten Mannschaft eingesetzt.
Die Saison 2024/25 verbrachte der Torhüter auf Leihbasis beim Drittligisten Olympique Nîmes und absolvierte dort 26 Ligapartien. Anschließend wechselte Ngapandouetnbu dann fest zum HSC Montpellier der zur Saison 2025/26 in die Ligue 2 abgestiegen war.

### Nationalmannschaft
Im November 2021 wurde Ngapandouetnbu in die Französische U-19-Nationalmannschaft für die Europameisterschaft in der Slowakei berufen. Dies war zulässig, weil er den Großteil seines Lebens in Frankreich verbracht hatte. Beim Turnier erhielt jedoch Thimothée Lo-Tutala den Vorzug. Sieben Wochen zuvor wurde Ngapandouetnbu vom kamerunischen Trainer António Conceição für die Kamerunische Fußballnationalmannschaft vorausgewählt.
2022 gehörte er für Kamerun bei drei Freundschaftsspielen zum Nationalkader, jedoch erhielt jeweils André Onana den Vorzug als Torhüter. Ohne zuvor ein Länderspiel bestritten zu haben, wurde Ngapandouetnbu dann von Nationaltrainer Rigobert Song in das kamerunische Aufgebot bei der Fußball-Weltmeisterschaft 2022 in Katar berufen. Dort kam er ebenfalls nicht zum Einsatz.